# Complete Surf Club Sessions
Albums de Art Pepper
Art Pepper Live At The Lighthouse '52 Timeless
(1953)
Complete Surf Club Sessions est un album d'Art Pepper.

## L'album
L'album a été enregistré live au Surf Club d'Hollywood, peu après qu'Art Pepper eut quitté le Stan Kenton Orchestra pour de bon. Ce double CD propose un des premiers enregistrements d'Art Pepper en leader. On peut y entendre ses premières compositions qu'il gardera à son répertoire pendant les années suivantes (Suzy The Poodle, Surf Ride, Minor Yours, ...).

## Titres
- CD1
  - 01. How High The Moon 4:03
  - 02. Suzy The Poodle 4:16
  - 03. Easy Steppin' 4:14
  - 04. Tickle Toe 4:24
  - 05. Patty Cake 4:29
  - 06. Move 4:34
  - 07. All The Things You Are 5:47
  - 08. Don't Blame Me 3:45
  - 09. Surf Ride 4:47
  - 10. Rose Room 5:58
  - 11. Suzy The Poodle 4:06

- CD2
  - 01. Night in Tunisia 5:56
  - 02. Spiked Punch 5:10
  - 03. The Way You Look Tonight 3:38
  - 04. Minor Yours 5:14
  - 05. Suzy The Poodle 3:50
  - 06. Easy Steppin' 5:47
  - 07. Chili Pepper 5:05
  - 08. Lamjhp 6:00
  - 09. Everything Happens To Me 1:55
  - 10. Move 5:18

## Personnel
- Art Pepper (as, cl), Hampton Hawes (p), Joe Mondragon (b), Larry Bunker (d, vib).
- Pepper joue de la clarinette sur CD1-10
- Bunker joue du vibraphone sur CD1-5 et CD2-7.

## Dates et lieux
- Surf Club, Los Angeles,  Californie, 12 février 1952

## CD références
- 2001 The Jazz Factory - JFCD-22835